# حسن عطية (مغني)
حسن عطية هو واحد من أعلام فن الغناء السوداني والموسيقى السودانية البارزين ويلقب بأمير العود وكان رئيساُ لإتحاد الفنانين السودانيين ثم نقيباً للفنانين بالسودان.

## الميلاد والنشأة
ولد حسن محمد عطية الريح، وهذا هو اسمه بالكامل ولقبه أبو علي، في حي المراسلات بالخرطوم عام 1921. وتربى في بيئة تسودها طبقة سكانية متوسطة تتكون من الموظفين والتجار وأفراد من الجاليات الأجنبية ويقيم في الحي نفسه عدد من الفنانين. وأطلق عليه أمير العود لأنه تميز بالعزف فيه بشكل جيد دون غيره من الفنانين السودانيين الذين عاصروه في ذلك الوقت، ولأنه أيضا كان أول من عزف على آلة العود في الإذاعة السودانية.

## التعليم
بدأ حسن تعليمه بخلوة الشيخ محمد الحنفي (شيخ الطريقة الإسماعيلية الصوفية) والقريبة من مكان سكنه، ثم التحق بالمدارس النظامية ودرس بالمدرسة الإنجيلية.

## الحياة المهنية
إلتحق بمعهد التحاليل الطبية ليتخرج فيه عام 1940 ويعمل مساعد معمل متطوعا بسنار وحلفا والدويم.

## المسيرة الفنية
تعلم حسن عطية العزف على آلة العود وأداء الأغاني في الجلسات الخاصة وبعض حفلات الأعراس وغيرها من المناسبات بالحي عندما بلغت سنه الحادية عشرة، وبدأ حياته الفنية بتفليد أغاني الفنان سرور، وبمباركة وإشادة من سرور نفسه. وقد تغنى عطية بأغنية سرور «هل تدري يا نعسان» في حفل افتتاح الإذاعة السودانية سنة 1940 م.
وجد الشاب حسن فرصته للظهور أمام الجمهور العريض في عام 1944 بافتتاح الإذاعة السودانية في أم درمان والتي سعت إدارتها إلى البحث عن فنانين ومغنيين محترفين وهواة لبث أغانيهم في برامجها وتم الإتصال بحسن عطية الذي كانت شهرته قد ذاعت في العاصمة المثلثة. وبعد أقناع أسرته وإدارة المستشفى الذي يعمل فيه للسماح له بالغناء في الإذاعة سجل حسن عطية ثلاث أغنيات وهي «أنا سهران يا ليل» و «خداري» «وهات لينا صباح» وهي من كلمات الشاعر عبد الرحمن الريح، وقوبلت هذه الأغنيات بارتياح كبير من قبل الجمهور والصحافة الناقدة التي اشادت به كفنان شاب واعد وصاحب لونية غنائية جديدة وصوت دافئ. ومن ثم تفرغ عطية للعمل الغنائي بشكل نهائي.
وكان أول فنان يغني بآلة العود في الإذاعة السودانية. وقد نقل الاغنية السودانية من الرِّق والكورَس أو الشيالين إلى الاغنية الحديثة، وتبعه بقية الفنانين الحديثين. حيث كان أول من غنى بالعود كآلة وترية حديثة اغنيات اعتاد الناس على سماعها بشكل تقليدي

## الأسلوب الموسيقي والغنائي
عُرف عن حسن عطية بأنه فنان النخبة في المدن والحضر ولذلك لم يكن ميالاً لإحياء حفلات في مناسبات الأعراس وغيرها، فقد كان له صالون ثقافي يجتمع فيه الأدباء والمفكرين والسياسيين وكان من بينهم محمد أحمد محجوب، رئيس وزراء سابق للسودان وأديب معروف وهو صاحب قصيدة «فيردا لونا» أي القمر الأخضر التي تغنى بها عطية. وكان حسن عطية يمتاز أيضا بالأناقة وحسن الهندام بين فناني عصره. وكانت له شبكة علاقات واسعة ليس على مستوى الفنانين السودانيين فحسب، بل مع فنانين من خارج السودان مثل الفنان السعودي محمد عبده
 أتاح السفر إلي الخارج فرصة كبيرة لحسن عطية للتعرف علي أنغام وإيقاعات أخرى غير تلك المستخدمة في السودان مثل ايقاعات الفالس والتانجو والمامبو والرامبا وقد أدى به ذلك إلى تنويع ايقاعاته والمزج بين ما تعرف عليه من إيقاعات مع الإيقاعات المحلية مثل التم تم والدليب.
كذلك تنوعت موضوعات أغانيه من موضوعات وطنية (أغنية في الفؤاد ترعاه العناية بين ضلوعي الوطن العزيز، للشاعر مصطفى التني) وتعتبر من الأغاني الوطنية ولها وقع خاص في نفوس السودانيين، إلى موضوعات عاطفية (مثل أغنية محبوبي لاقاني للشاعر حميدة أبو عشر). وبلغ إنتاجه من الأغاني حوالي 240 أغنية وطنية وعاطفية.
 وكان عطية يلحن أغانيه بنفسه ويعتبر أول فنان سودانى يقدم عملاً غنائياً سينمائياً (فيلم الخرطوم).
 وشارك في الحملة الدعائية لقوات الحلفاء في الحرب العالمية الثانية وسافر برفقة الفنان أحمد المصطفى إلى جبهة شمال أفريقيا لرفع الروح المعنوية لجنود قوة دفاع السودان المرابطة في واحة الكفرة بليبيا.

## العمل النقابي
تقلد حسن عطية منصب رئيس اتحاد الفنانين السودانيين ثم نقيب الفنانين في السودان.

## التسجيلات في الخارج
سجل عطية بعض أعماله الغنائية في استديوهات هيئة الإذاعة البريطانية في لندن وإذاعة صوت فرنسا في باريس، وكان أول فنان يسجل لإذاعة الإمارات العربية المتحدة، وأول سوداني يغني بالتلفزيون المصري، وكان ذلك عند زيارته للغناء على شرف زواج الملك فاروق.

## الجوائز والميداليات
نال حسن عطية العديد من الجوائز والميداليات، وتم تكريمه من قبل عدد من الجهات المختلفة، فقد منحه كل من اتحاد الدبلوماسيين السوداني ونقابة أطباء السودان العضوية الفخرية.

## تطوير الأغنية السودانية
ساهم حسن عطية في نقل الأغنية السودانية من مرحلة التقليدية لفن الحقيبة إلى مرحلة الحداثة من حيث طريقة الأداء والآلات الموسيقية المستخدمة.

## شعراء أغانيه
تعامل عطية مع العديد من الشعراء السودانيين منهم:
- عبد الرحمن الريح
- عثمان منصور
- محمد أحمد محجوب
- حميدة أبوعشر
- حسن مصطفى التني
- عبد المنعم عبد الحي

## أغانيه
سجل عطية العديد من الأغنيات التي جاوزت المئتي أغنية منها:
- لو أنت نسيت وخضاري الخرطوم وأنت حياتي وأقول أنت منور ويا مار عند الأصيل والحرموني شوفتو (للشاعر عبد الرحمن الريح)
- محبوبي لاقاني حميدة أبو عشر)
- حبيبي ناوي الرحيل (أحمد إبراهيم الطاش)
- بت البلد والحجل بالرجل (عبد المنعم عبد الحي)
- فراق الزين (حسن مصطفي التني)

## وفاته
توفي الفنان حسن عطية في عام 1993.